# Pecat capital
Els set pecats capitals són una classificació dels vicis esmentats en les primeres ensenyances cristianes catòliques per a educar i instruir els seguidors sobre moralitat. L'Església catòlica romana dividix els pecats en dues categories principals: els "venials", aquells que són relativament menors i poden ser perdonats a través de qualsevol sagrament de l'Església; i els "mortals", els quals, quan són comesos, destruïxen la vida de gràcia i creen l'amenaça de condemnació eterna a menys que siguin absolts pel sagrament de la confessió, o sent perdonats després d'una perfecta contrició per part del penitent.
Llistats en el mateix ordre usat per Gregori I, Magne (c.540?-604) al segle VI i després per Dante Alighieri a la Divina Comèdia (c.1308-1321), els Set Pecats Capitals són els següents:
- Luxúria
- Gola
- Avarícia
- Peresa
- Ira
- Enveja
- Supèrbia

El vuité pecat capital, vanaglòria o vanitat, va ser eliminat per Sant Tomàs d'Aquino. Cadascun dels Set Pecats Capitals té un contrari corresponent en set virtuts, que són (en el mateix ordre): castedat, temprança, caritat, diligència, paciència, benevolència i humilitat.

## Història
La identificació i definició dels Set Pecats Capitals a través de la seua història ha sigut un procés fluid i, com és comú en molts aspectes de la religió, la idea d'allò que cada un d'estos pecats comporta ha evolucionat amb el temps. Este procés ha sigut auxiliat pel fet que es fa referència a ells d'una manera incoherent o codificada en la Bíblia i com a resultat, s'han consultat uns altres treballs literaris o eclesiàstics per tal d'aconseguir definicions dels Set Pecats Capitals. Purgatori, la segona part de la Divina Comèdia, quasi ha sigut la millor font coneguda des del Renaixement (c. 1400), per bé que moltes interpretacions i versions posteriors, especialment denominacions més conservadores dels Protestants Pentecostals, han mostrat la conseqüència per a aquells que cometen estos pecats com un turment etern a l'Infern, en lloc de la possible purificació a través de la penitència al Purgatori.
El 2008 s'ha publicat una actualització del concepte en els denominats set nous pecats capitals, amb una atenció especial vers els anomenats pecats socials.

## Luxúria
La luxúria és usualment considerada el pecat que inclou pensaments o destjos obsessius o excessius de naturalesa sexual. La luxúria insatisfeta pot portar a compulsions sexuals o sociològiques i/o transgressions, incloent-hi (però no limitades a) addicció al sexe, adulteri i violació.

## Gola
Actualment la gola s'identifica amb el consum excessiu de menjar i beguda, tot i que en el passat qualsevol forma d'excés podia caure sota la definició d'aquest pecat. Marcat pel consum excessiu de manera irracional o innecessària, la gola també inclou certes formes de comportament destructiu. Així, l'abús de substàncies o les borratxeres poden ser vistos com a exemples de gola. A la Divina Comèdia d'Alighieri els penitents al Purgatori són obligats a aturar-se entre dos arbres, incapaços d'abastar i menjar-se les fruites que pengen de les branques d'estos i per conseqüència són descrits com a persones famolenques.

## Avarícia
La cobdícia és, com la luxúria i la gola, un pecat d'excés. Tanmateix, la cobdícia (vista per l'Església) s'aplica només a l'adquisició de riqueses en particular. Tomàs d'Aquino va escriure que la cobdícia és "un pecat contra Déu, igual com tots els pecats mortals, en el qual l'home condemna les coses eternes per les coses temporals." Al Purgatori de la Divina Comèdia, els penitents són obligats a agenollar-se en una pedra i recitar els exemples d'avarícia i les seues virtuts oposades. "Avarícia" és un terme que descriu molts altres exemples de pecats. Estos inclouen deslleialtat, traïció deliberada, especialment per al benefici personal, com en el cas de deixar-se subornar. Recerca i acumulació d'objectes, robatori i assalt, especialment amb violència, els enganys o la manipulació de l'autoritat són totes accions que poden ser inspirades per la cobdícia.

## Ira
La ira pot ser descrita com un sentiment no ordenat, ni controlat, d'odi i enuig. Estos sentiments es poden manifestar com una negació vehement de la veritat, tant envers els altres com envers un mateix, impaciència amb els procediments de la llei i el desig de venjança fora del treball del sistema judicial (portant a fer justícia per les seues pròpies mans), fanatisme en creences polítiques i generalment desitjant fer mal a altres. Una definició moderna també inclouria odi i intolerància envers altres per raons com la raça o la religió, portant a la discriminació. Les transgressions derivades de la ira estan entre les més serioses, incloent-hi homicidi, assalt, discriminació i en casos extrems genocidi. La ira és l'únic pecat que no necessàriament es relaciona amb l'egoisme i l'interès personal (tot i que hom pot tindre ira per egoisme, per exemple per gelosia). Dante descriu la ira com "amor per la justícia pervertit a venjança i ressentiment".

## Enveja
Com la cobdícia, l'enveja es caracteritza per un desig insaciable. Tanmateix, diferixen per dos grans raons: Primer, la cobdícia està més associada amb béns materials, mentre que l'enveja pot ser més general; segon, aquells que cometen el pecat de l'enveja desitgen alguna cosa que algú més té, i que perceben que a ells els fa falta. Dante definix això com "amor pels propis béns pervertit al desig de privar altres dels seus." Al Purgatori de Dante, el càstig per als envejosos era de tancar-los els ulls i coure'ls, perquè havien rebut plaer en vore uns altres caure.

## Supèrbia
En gairebé totes les llistes, l'orgull és considerat l'original i més seriós dels Set Pecats Capitals, i de fet, és també la principal font de la qual deriven els altres. És identificat com un desig per ser més important o atractiu que els altres, fallant en afalagar els altres.

## Peresa (accídia)
La perea és el més "metafísic" dels Pecats Capitals en tant que està referit a la incapacitat d'acceptar i fer-se càrrec de l'existència com a tal. És també el que més problemes causa en la seua denominació. La simple "perea", més encara l'"oci", no semblen constituir una falta. Preferim, per això, el concepte d'"accídia" o "acedia". Pres en sentit propi és una "tristesa d'ànim" que ens aparta de les obligacions espirituals o divines, a causa dels obstacles i dificultats que s'hi troben. Sota el nom de coses espirituals i divines hom entén tot allò que Déu ens prescriu per a la consecució de l'eterna salut (la salvació), com ara la pràctica de les virtuts cristianes, l'observació dels preceptes divins, dels deures de cada u, els exercicis de pietat i de religió. Concebre, doncs, tristesa per estes coses, tindre voluntàriament, al cor, desgana, aversió i disgust per elles, és pecat capital. Presa en un sentit estricte és pecat mortal en tant que s'oposa directament a la caritat que ens devem a nosaltres mateixos i a l'amor que devem a Déu. D'esta manera, si deliberadament i amb ple consentiment de la voluntat ens entristim o sentim desgana de les coses a les quals estem obligats; per exemple, al perdó de les injúries, a la privació dels plaers carnals, entre d'altres; l'accídia és pecat greu perquè s'oposa directament a la caritat de Déu i de nosaltres mateixos. Considerada amb vista als efectes que produïx, si l'accídia és tal que fa oblidar el bé necessari i indispensable a la salut eterna, descuidar notablement les obligacions i deures o si arriba a fer-nos desitjar que no hi haja una altra vida per a viure lliurats impunement a les passions, és sens dubte pecat mortal.